# 天地通数码
天地通數碼公司（英語：CelcomDigi Berhad MYX：6947，品牌名稱：CelcomDigi）是馬來西亞一間通訊企業，是當地最大的流動通訊營運商。 2022年12月1日由原來的天地通和數碼網絡兩間公司合併而成。

## 历史
2021年4月8日，亚通（AXIATA，6888，主板电信与媒体股）宣布，独资子公司天地通（Celcom）和数码网络（DIGI，6947，主板电信与媒体股）合并，打造全马最大电信公司，取名为天地通数码公司（Celcom Digi Bhd.）數碼網絡正式結束獨立運作形式，與天地通合併，亚通和挪威電信将分别掌握合并公司的33.1%股权。
2022年11月30日，亚通集团（Axiata Group）与挪威电信集团（Telenor Group）完成了已久的马来西亚子公司合并，双方均持有新成立的天地通数码公司（Celcom Digi）33.1%的股份。

## 外部連結
- 官網 （页面存档备份，存于）